# Si rô (thực vật)
Cây Si rô, tên khoa học Carissa carandas, là một loài thực vật có hoa trong họ La bố ma (còn gọi là họ Trúc đào). Loài này được L. miêu tả khoa học đầu tiên năm 1767.

## Hình ảnh

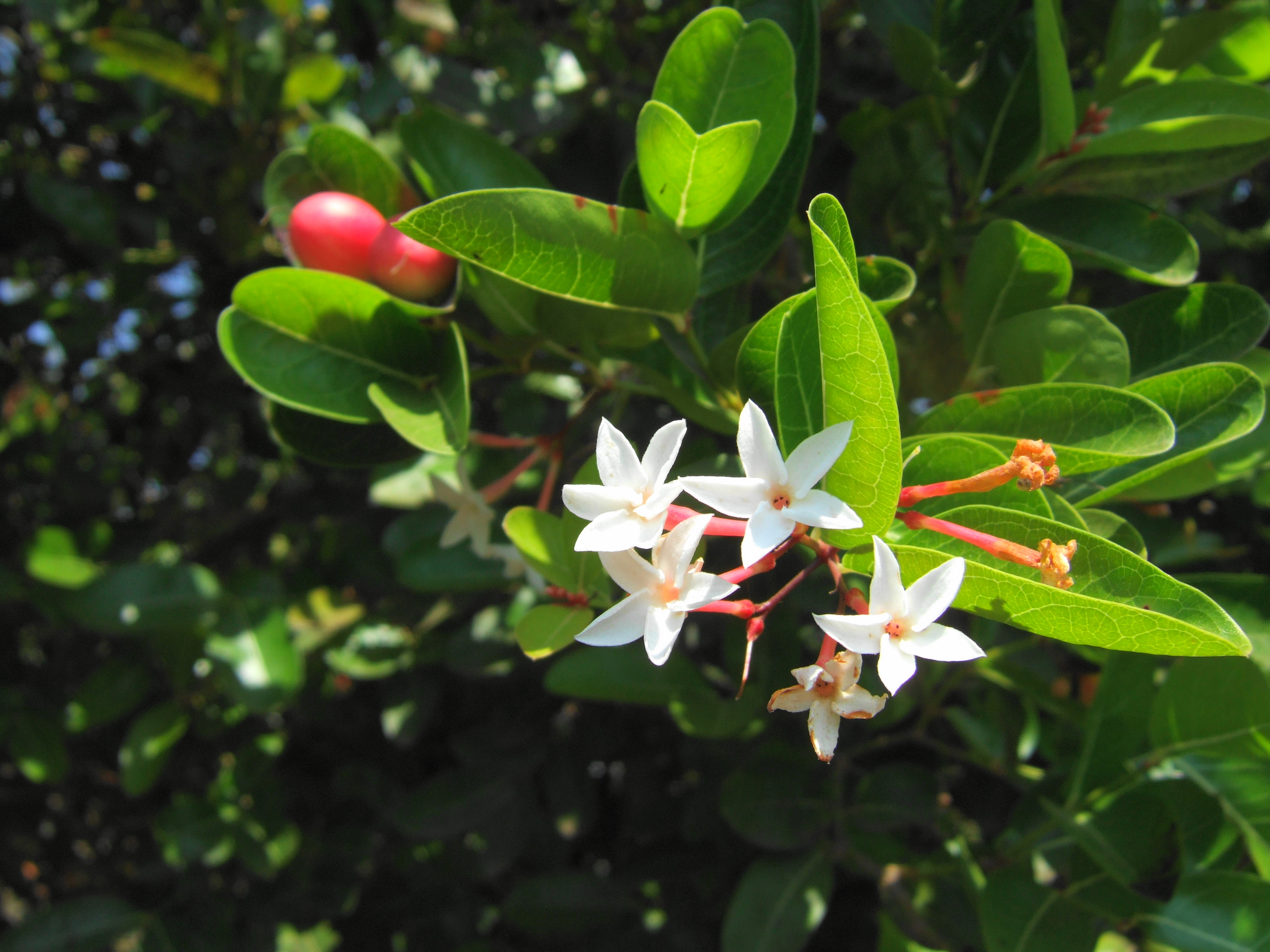
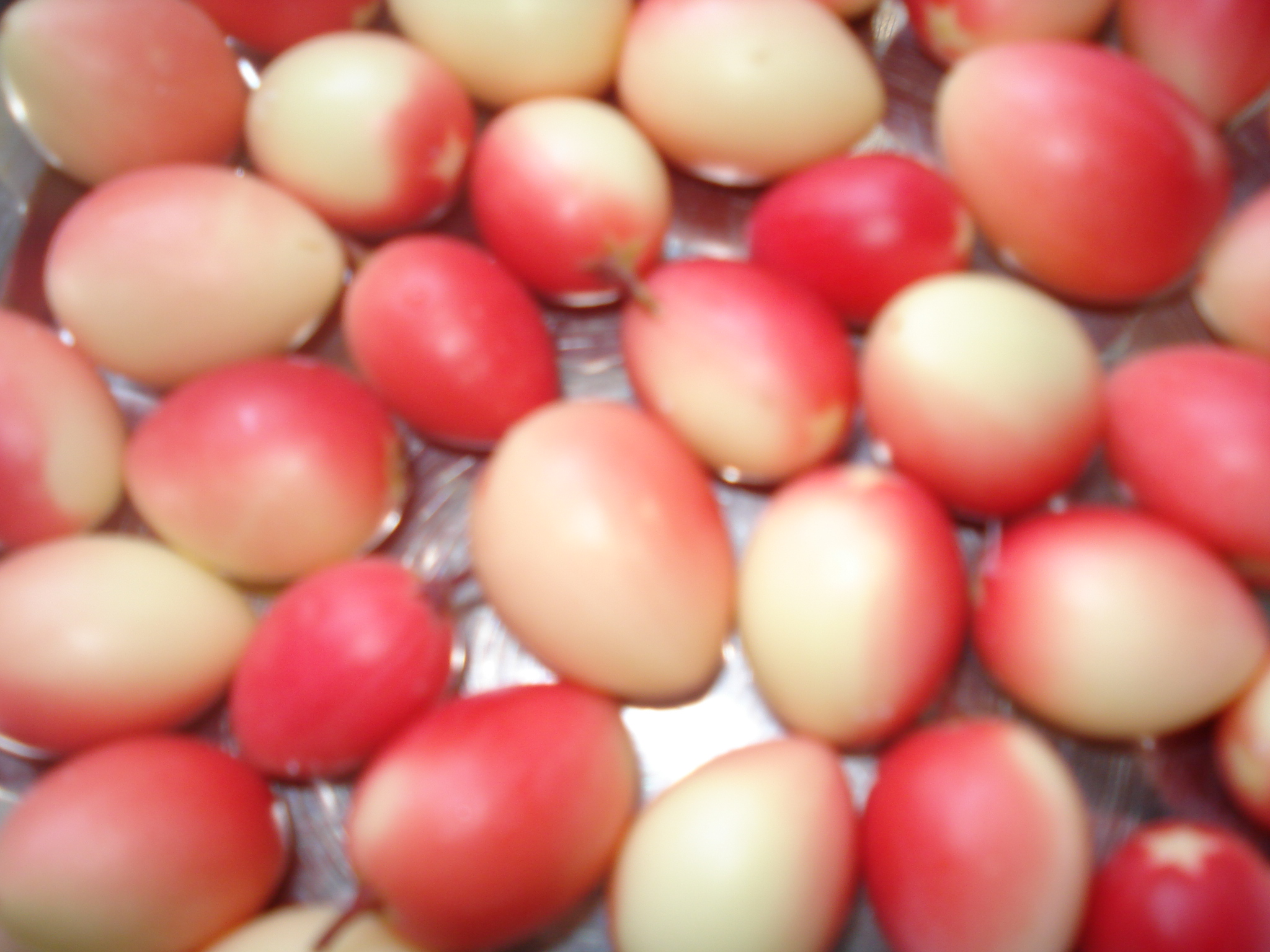
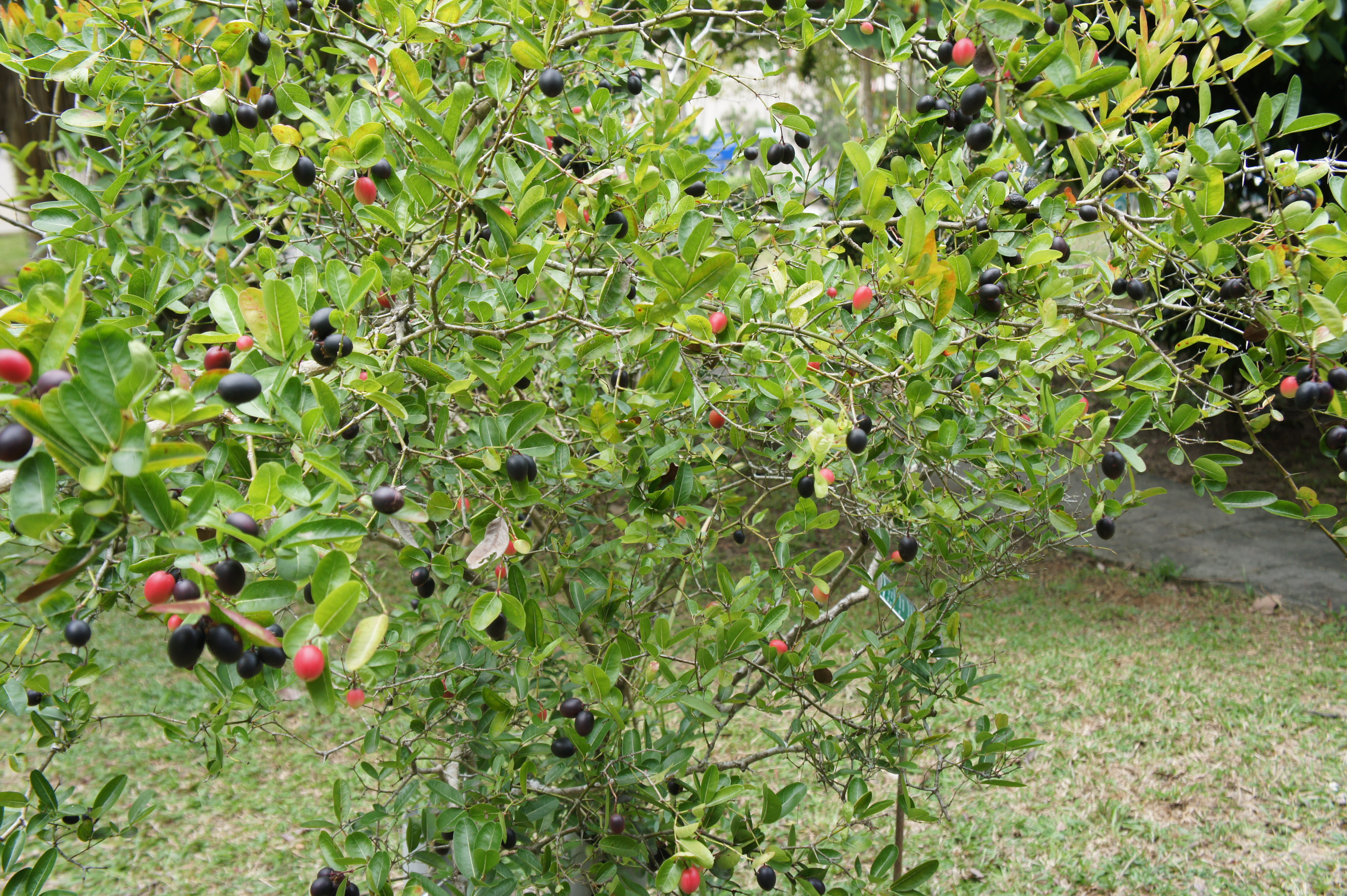
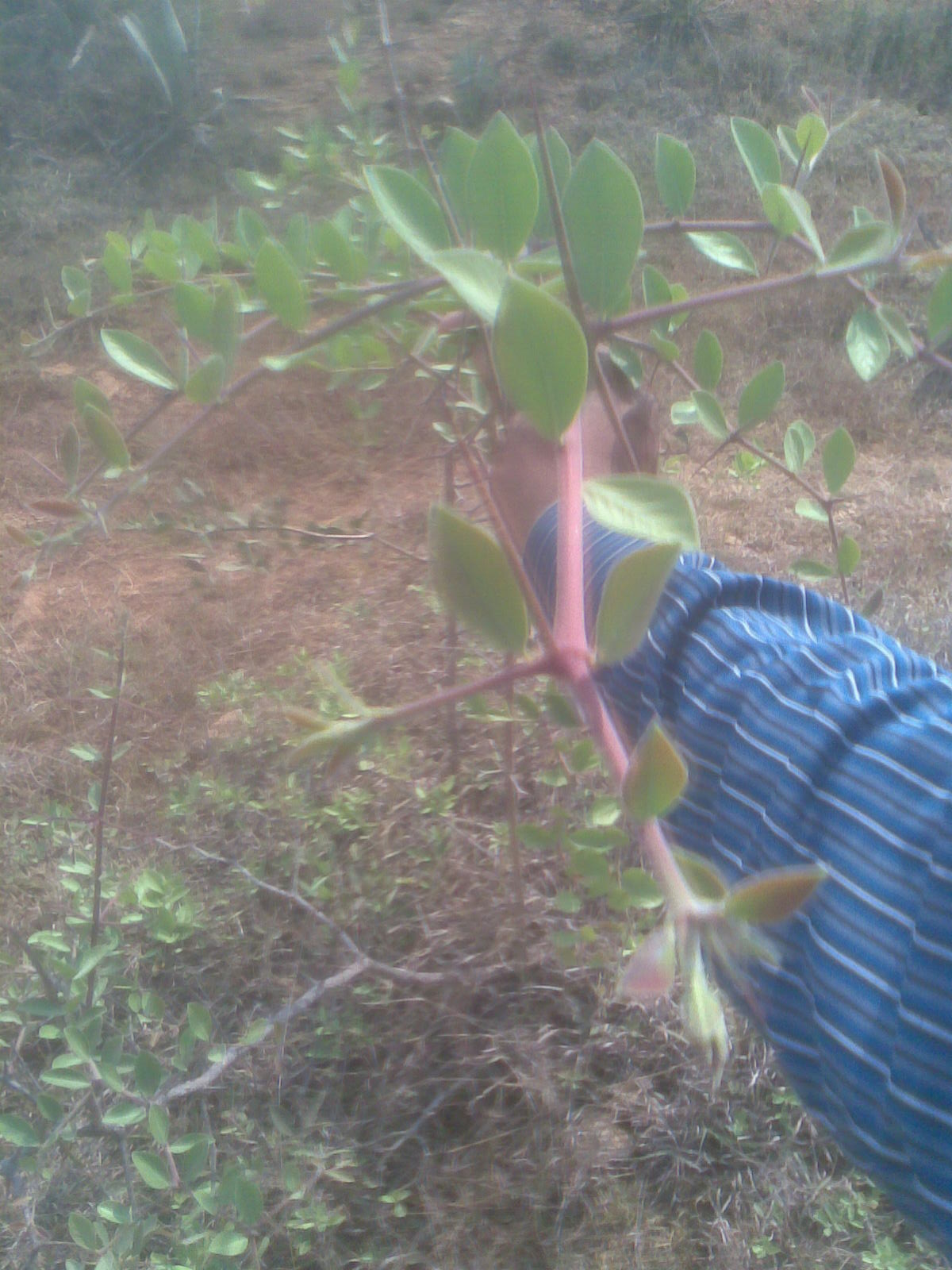
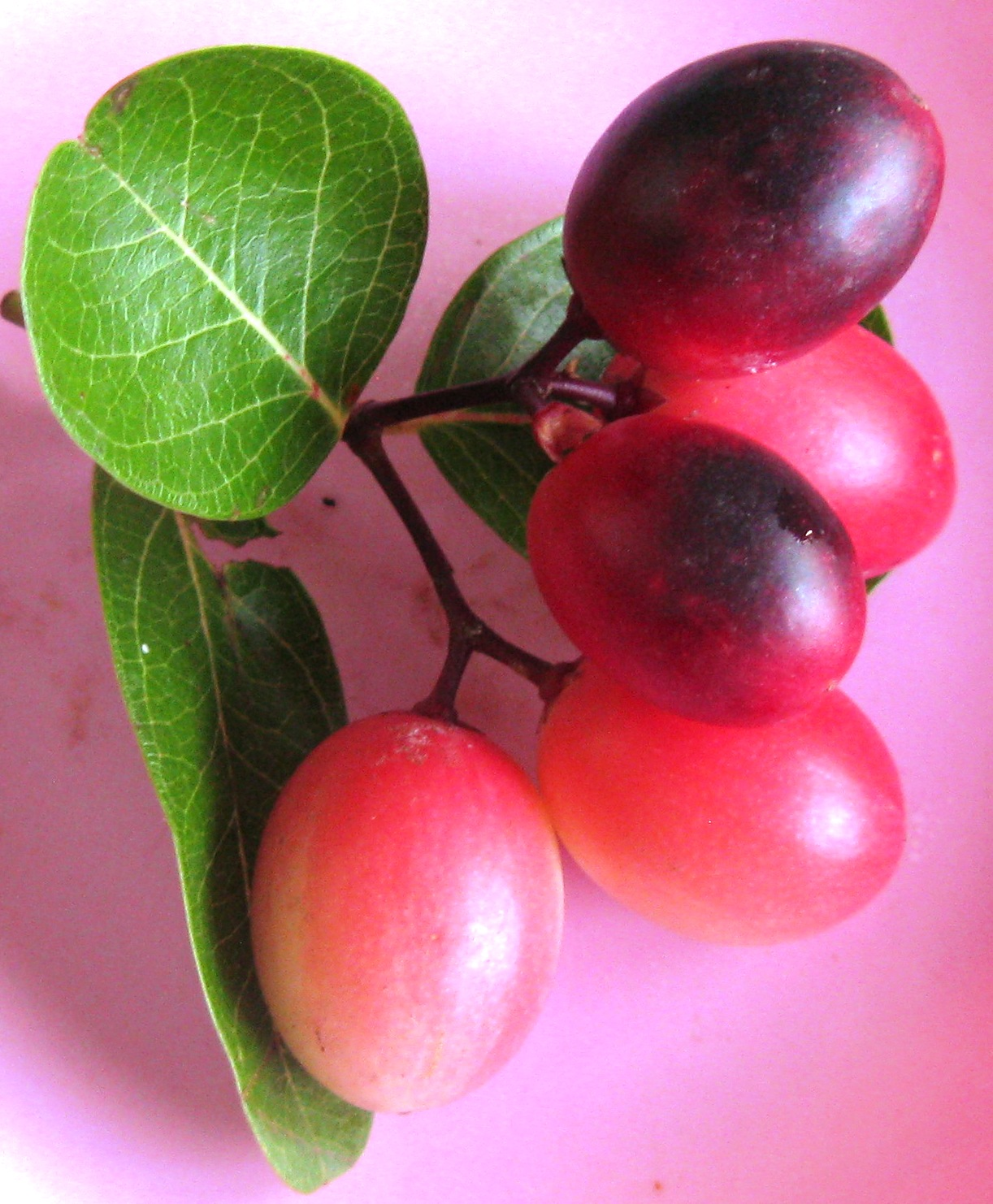

## Mô tả
Cây nhỡ cao 2 - 4 m, gai cứng, nhựa mủ trắng. Lá có phiến bầu dục. Sirô ra hoa quanh năm. Quả mọng dài 1,5 - 2,5 cm, đường kính 1 – 2 cm, đỏ rồi tím đậm, hạt 1-2. Quả non rất chua, chứa vitamin C, có thể giã với ớt tỏi, làm nước mắm thay chanh. Quả chín có thể ăn được như nho, hoặc làm rượu, ngâm rượu, làm siro, làm mứt... Rễ có vị đắng, có tác dụng kiện vị, sát trùng và chống bệnh scorbut (scurvy, là một bệnh do thiếu hụt vitamin C), như các bộ phận khác của cây.